# Acalolepta flocculata
Acalolepta flocculata es una especie de escarabajo longicornio del género Acalolepta, tribu Monochamini, subfamilia Lamiinae. Fue descrita científicamente por Gressitt en 1935.
Se distribuye por China e India. Mide aproximadamente 24-31 milímetros de longitud. El período de vuelo de esta especie ocurre entre abril y julio.